# Hydrobiosphäre
Die Hydrobiosphäre (gr. hydor „Wasser“, bios „Leben“, sphaira „Kugel“) ist der Lebensraum des Hydrobios’, der (aquatischen) Lebewelt des Wassers. Die Hydrobiosphäre ist sowohl Teil der Hydrosphäre als auch der Biosphäre.
Die Lebewesen des Süßwassers bilden in ihrer Gesamtheit das Limnobios, Bewohner des Salzwassers entsprechend das Halobios. Der Begriff „Hydrobios“ steht im Gegensatz zu „Geobios“, der (terrestrischen) Lebewelt des festen Landes.